# Phoma acuta
Phoma acuta är en lavart som först beskrevs av Franz Georg Hoffmann, och fick sitt nu gällande namn av Karl Wilhelm Gottlieb Leopold Fuckel 1870. Phoma acuta ingår i släktet Phoma, ordningen Pleosporales, klassen Dothideomycetes, divisionen sporsäcksvampar och riket svampar.  Utöver nominatformen finns också underarten phlogis.